# Ermida de Nossa Senhora de Lurdes (Beira)

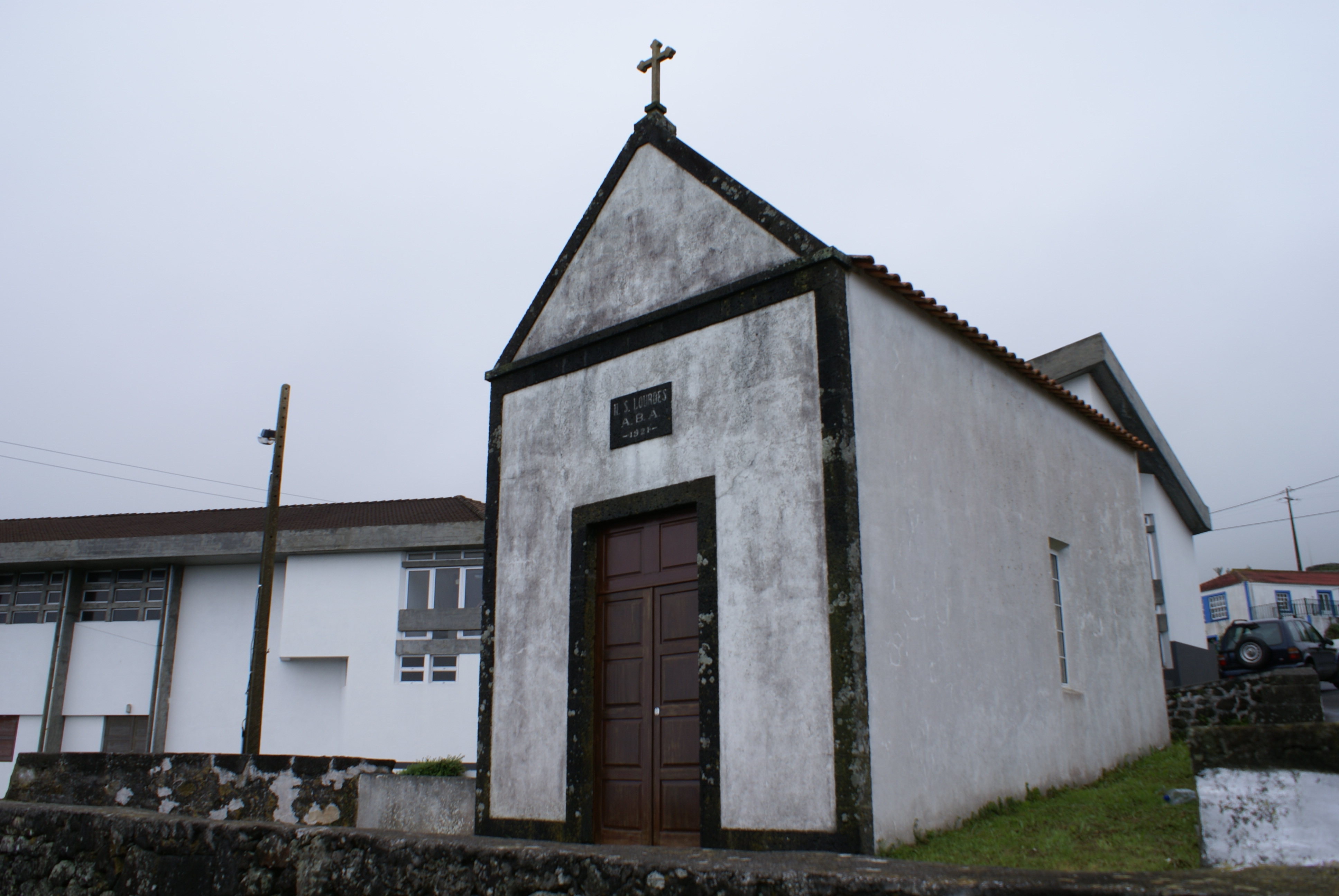
Ermida de Nossa Senhora de Lurdes, Beira, Velas.

A Ermida de Nossa Senhora de Lurdes, é uma ermida Portuguesa, localizada no povoado da Beira, concelho de Velas. Esta ermida foi dedicada à evocação de Nossa Senhora de Lurdes, e edificada em 1921. Apresenta-se edificada em cantaria de basalto negro e rebocada a alvenaria e pintada a cal de cor branca.